# Chitonomyces melanurus
Chitonomyces melanurus är en svampart som beskrevs av Peyr. 1873. Chitonomyces melanurus ingår i släktet Chitonomyces och familjen Laboulbeniaceae.  Arten är reproducerande i Sverige. Inga underarter finns listade i Catalogue of Life.